# 海之底
《海之底》(海の底(うみのそこ))是日本作家有川浩的系列作《自衛隊三部曲》中的第三部，海上自衛隊篇。

## 概要
於2005年6月由日本MediaWorks出版單行本，2009年由角川書店出版文庫版（角川文庫），而中文版由台灣角川書店代理發行。

## 登場人物
夏木 大和
海上自衛隊的實習幹部。階級三等海尉（少尉），是親潮級潛艦「霧潮號」艦員。沒女人緣，不過冬原經常介紹女性給他。
冬原 春臣
海上自衛隊的實習幹部。軍階三等海尉，是親潮級潛艦「霧潮號」艦員。夏木的同僚。與夏木一樣是首屈一指的問題軍官。
森生 望
森生翔的姐姐。
遠藤 圭介

高津 雅之

吉田 茂之

坂本 達也

木下 玲一

芦川 哲平

森生 翔
森生望的弟弟。從前曾因雙親事故而變得無法說話。
中村 亮太

平石 龍之介

野野村 健太

西山 陽

西山 光

明石 亨
神奈川縣警警備部警備課所屬，階級警部。
烏丸 俊哉
日本警察廳警備部參事官，階級警視正。
芹澤 齋(せりざわ ひとし)
相模水產研究所所員。

## 書籍資訊
- 単行本（メディアワークス、2005年、ISBN 978-4840230926）
- 文庫版（角川文庫、角川書店、2009年 ISBN 978-4043898022）

日語版由角川文庫、角川書店於2009年發行，而中文版由台灣角川書店代理發行。文庫版收錄番外篇《海之底 前夜祭》以及大森望的解說。